# 中尾剛久
中尾 剛久（なかお たけひさ、1962年〈昭和37年〉12月26日 - ）は、日本の海上自衛官。最終階級は海将。第50代舞鶴地方総監、第45代佐世保地方総監。防大29期。

## 略歴
鹿児島県出身。防衛大学校を第29期卒業し、海上自衛隊に入隊。
職種は後方支援（経理・補給職域）。
入隊後は主に海上幕僚監部や地方総監部等で勤務したのち、海上自衛隊第4術科学校長、海上幕僚監部装備計画部長等の要職を歴任し、2017年（平成29年）12月から第50代舞鶴地方総監を務め、2019年（令和元年）8月23日、第45代佐世保地方総監に任命された。

## 年譜
- 1985年（昭和60年）3月：防衛大学校第29期卒業（電気工学）、海上自衛隊入隊
- 1999年（平成11年）7月：2等海佐
- 2004年（平成16年）1月：1等海佐
- 2006年（平成18年）8月：海上幕僚監部経理課予算班長
- 2008年（平成20年）8月：大湊地方総監部経理部長
- 2010年（平成22年）3月：横須賀地方総監部管理部長
- 2012年（平成24年）4月：海上幕僚監部装備需品課長
- 2013年（平成25年）3月：海将補に昇任、海上自衛隊第4術科学校長
- 2015年（平成27年）
  - 8月：海上幕僚監部総務部副部長
  - 12月：海上幕僚監部総務部長
- 2016年（平成28年）3月：海上幕僚監部装備計画部長
- 2017年（平成29年）12月：海将に昇任、第50代舞鶴地方総監
- 2019年（令和元年）8月：第45代佐世保地方総監
- 2020年（令和2年）8月：退官